# Saison 2016-2017 du Paris Football Club
Maillots
Chronologie
Saison précédente Saison suivante
La saison 2016-2017 du Paris Football Club, voit le club disputer la vingtième édition du Championnat de France de football National, championnat auquel le club participe pour la treizième fois depuis 1983, ceci après avoir terminé dernier de Ligue 2 2015-2016.

## Avant-saison

### Objectif du club
L'objectif premier du club du président Ferracci est d'intégrer la Ligue 1 vers l'horizon 2019, pour les 50 ans du club ; cela passe donc par la conservation du club en troisième division. L'arrivée de Vinci au sein du club permet au club d'avoir un budget bien plus important et de pouvoir afficher clairement ses ambitions.

## Championnat de France National

### Classement général
| Rang | Équipe                        | Pts | J  | G  | N  | P  | Bp | Bc | Diff |
| ---- | ----------------------------- | --- | -- | -- | -- | -- | -- | -- | ---- |
| 1    | LB Châteauroux                | 59  | 34 | 16 | 11 | 7  | 43 | 35 | +8   |
| 2    | US Quevilly-Rouen Métropole P | 58  | 34 | 15 | 13 | 6  | 50 | 37 | +13  |
| 3    | Paris FC R                    | 54  | 34 | 15 | 9  | 10 | 30 | 18 | +12  |
| 4    | Marseille Consolat            | 54  | 34 | 16 | 6  | 12 | 52 | 44 | +8   |
| 5    | FC Chambly Oise               | 54  | 34 | 14 | 12 | 8  | 42 | 34 | +8   |
| 6    | USL Dunkerque                 | 53  | 34 | 15 | 8  | 11 | 51 | 37 | +14  |
| 7    | AS Lyon-Duchère P             | 50  | 34 | 14 | 8  | 12 | 40 | 37 | +3   |
| 8    | AS Béziers                    | 50  | 34 | 14 | 8  | 12 | 44 | 41 | +3   |
| 9    | US Boulogne CO                | 49  | 34 | 13 | 10 | 11 | 47 | 38 | +9   |
| 10   | US Avranches                  | 46  | 34 | 12 | 10 | 12 | 47 | 46 | +1   |
| 11   | US Concarneau P               | 46  | 34 | 13 | 7  | 14 | 38 | 43 | -5   |
| 12   | US Créteil-Lusitanos R        | 42  | 34 | 12 | 6  | 16 | 40 | 49 | -9   |
| 13   | Les Herbiers VF               | 39  | 34 | 8  | 15 | 11 | 38 | 42 | -4   |
| 14   | Pau FC P                      | 38  | 34 | 8  | 14 | 12 | 28 | 37 | -9   |
| 15   | SAS Epinal                    | 37  | 34 | 8  | 13 | 13 | 33 | 39 | -6   |
| 16   | CA Bastia                     | 36  | 34 | 9  | 9  | 16 | 34 | 53 | -19  |
| 17   | CS Sedan Ardennes             | 35  | 34 | 9  | 8  | 17 | 39 | 52 | -13  |
| 18   | ASM Belfort                   | 31  | 34 | 8  | 7  | 19 | 32 | 46 | -14  |

Promotions et relégations
- Promotion en Ligue 2 2017-2018
- Barrage de promotion en Ligue 2
- Relégation en National 2 2017-2018

Abréviations
- P : Promu de CFA 2015-2016
- R : Relégué de Ligue 2 2015-2016

## Parcours en coupes

### Coupe de France de football
Le Paris Football Club entame sa campagne lors du 5e tour de la Coupe de France 2015-2016. Le club francilien affrontera les pensionnaires de la Ligue de Paris Île-de-France de football, le Val d'Europe FC. Les Parisiens se qualifient facilement sur un score large de 7-0. Le club est éliminé au tour suivant par le FC Fleury-Mérogis 91 sur le score de 2-0.

### Coupe de la Ligue française de football
Le club parisien participe à la Coupe de la Ligue française de football dans sa forme contemporaine pour la deuxième fois de son histoire. Les Parisiens accueillent le voisin le Red Star FC pour le compte du premier tour de la Coupe de la Ligue. Les Parisiens se qualifient difficilement aux tirs au but 5 à 3 après un score de 1-1 lors du temps réglementaire. Au tour suivant, les Parisiens se qualifient difficilement sur un score de 2-1 contre un autre club de la capitale l'US Créteil-Lusitanos pour se hisser en 1/16e de finale. En 1/16e de finale, les Parisiens s'incline difficilement aux tirs au but 6 à 7 après un score de 1-1 lors du temps réglementaire 
contre le FC Metz.

## Aspects socio-économiques

### Sponsors, équipementier et finances
Le Paris FC a pour partenaire principal, le groupe Vinci, et ce, depuis avril 2015, rapportant plusieurs centaines de milliers d'euros au club,.
Le club parisien a également pour partenaires officiels Nestlé, Oscaro et Nike, équipementier depuis 2006. Le club est soutenu par la mairie de Paris et par la région Île-de-France. Le club reçoit de nombreuses taxes d'apprentissage, versées par plus d'une vingtaine de sponsors comme Conforama, AG2R La Mondiale, la Fnac ou encore le groupe Casino.
Avec l'arrivée du club en Ligue 2 et celle du groupe Vinci comme partenaire principal, le budget du club passe à 10 millions d'euros.

### Affluences
La capacité commerciale du Stade Charléty est fixée à 18.528 places. À la mi-saison, la meilleure affluence est enregistrée lors de la réception du Red Star, avec 7.004 spectateurs. Autrement, les affluences tournent autour de 2-3.000 spectateurs par rencontre à domicile.